# Tour de Romandie 2021
74. ročník etapového cyklistického závodu Tour de Romandie se konal mezi 27. dubnem a 2. květnem 2021 v Romandii, francouzsky mluvící části Švýcarska. Celkovým vítězem se stal Geraint Thomas z týmu Ineos Grenadiers před druhým Richiem Portem (Ineos Grenadiers) a třetím Faustem Masnadou (Deceuninck–Quick-Step). Obhájce vítězství z roku 2019 Primož Roglič se závodu nezúčastnil.

## Týmy
Závodu se účastnilo všech 19 UCI WorldTeamů společně se švýcarským národním týmem. Každý z 20 týmů přijel se 7 jezdci, na start se tedy postavilo 140 jezdců. Do cíle ve Fribourgu dojelo 120 jezdců.
UCI WorldTeamy
- AG2R Citroën Team
- Astana–Premier Tech
- Bora–Hansgrohe
- Cofidis
- Deceuninck–Quick-Step
- EF Education–Nippo
- Groupama–FDJ
- Ineos Grenadiers
- Intermarché–Wanty–Gobert Matériaux
- Israel Start-Up Nation
- Lotto–Soudal
- Movistar Team
- Team Bahrain Victorious
- Team BikeExchange
- Team DSM
- Team Jumbo–Visma
- Team Qhubeka Assos
- Trek–Segafredo
- UAE Team Emirates

Národní týmy
- Švýcarsko

## Trasa a etapy
| Etapa         | Datum         | Trasa                       | Vzdálenost | Typ       | Typ                  | Vítěz                 |
| ------------- | ------------- | --------------------------- | ---------- | --------- | -------------------- | --------------------- |
| P             | 27. dubna     | Oron                        | 4,05 km    |           | Individuální časovka | Rohan Dennis (AUS)    |
| 1             | 28. dubna     | Aigle – Martigny            | 168,1 km   |           | Kopcovitá etapa      | Peter Sagan (SVK)     |
| 2             | 29. dubna     | La Neuveville – Saint-Imier | 165,7 km   |           | Kopcovitá etapa      | Sonny Colbrelli (ITA) |
| 3             | 30. dubna     | Estavayer – Estavayer       | 168,7 km   |           | Kopcovitá etapa      | Marc Soler (ESP)      |
| 4             | 1. května     | Sion – Thyon 2000           | 161,3 km   |           | Horská etapa         | Michael Woods (CAN)   |
| 5             | 2. května     | Fribourg – Fribourg         | 16,19 km   |           | Individuální časovka | Rémi Cavagna (FRA)    |
| Celková délka | Celková délka | Celková délka               | 684,04 km  | 684,04 km | 684,04 km            | 684,04 km             |

## Průběžné pořadí
| Etapa          | Vítěz           | Celkové pořadí | Bodovací soutěž | Vrchařská soutěž | Soutěž mladých jezdců | Soutěž týmů       | Cena bojovnosti |
| -------------- | --------------- | -------------- | --------------- | ---------------- | --------------------- | ----------------- | --------------- |
| P              | Rohan Dennis    | Rohan Dennis   | Rohan Dennis    | neuděleno        | Stefan Bissegger      | Ineos Grenadiers  | neuděleno       |
| 1              | Peter Sagan     | Rohan Dennis   | Peter Sagan     | Joel Suter       | Marc Hirschi          | Ineos Grenadiers  | Joel Suter      |
| 2              | Sonny Colbrelli | Rohan Dennis   | Sonny Colbrelli | Joel Suter       | Marc Hirschi          | Ineos Grenadiers  | Rein Taaramäe   |
| 3              | Marc Soler      | Marc Soler     | Sonny Colbrelli | Joel Suter       | Marc Hirschi          | UAE Team Emirates | Stefan Küng     |
| 4              | Michael Woods   | Michael Woods  | Sonny Colbrelli | Kobe Goossens    | Thymen Arensman       | Ineos Grenadiers  | Magnus Cort     |
| 5              | Rémi Cavagna    | Geraint Thomas | Sonny Colbrelli | Kobe Goossens    | Thymen Arensman       | Ineos Grenadiers  | neuděleno       |
| Konečné pořadí | Konečné pořadí  | Geraint Thomas | Sonny Colbrelli | Kobe Goossens    | Thymen Arensman       | Ineos Grenadiers  | neuděleno       |

- Lídr vrchařské soutěže nebyl po prologu určen, na pódiu však byl dres lídra udělen vítězi etapy Rohanu Dennisovi.
- Geraint Thomas nosil v 1. etapě zelený dres pro lídra bodovací soutěže, protože lídr této soutěže Rohan Dennis nosil žlutý dres pro vedoucího závodníka celkového pořadí. Z toho samého důvodu nosil Richie Porte dres lídra vrchařské soutěže v 1. etapě.

## Konečné pořadí
| Legenda | Legenda                            | Legenda | Legenda                                 |
| ------- | ---------------------------------- | ------- | --------------------------------------- |
|         | Označuje vítěze celkového pořadí.  |         | Označuje vítěze soutěže mladých jezdců. |
|         | Označuje vítěze bodovací soutěže.  |         | Označuje vítěze soutěže týmů.           |
|         | Označuje vítěze vrchařské soutěže. |         | Označuje vítěze ceny bojovnosti.        |

### Celkové pořadí
| Pořadí | Jezdec                | Tým                     | Čas         |
| ------ | --------------------- | ----------------------- | ----------- |
| 1      | Geraint Thomas (GBR)  | Ineos Grenadiers        | 17h 59' 57" |
| 2      | Richie Porte (AUS)    | Ineos Grenadiers        | + 28"       |
| 3      | Fausto Masnada (ITA)  | Deceuninck–Quick-Step   | + 38"       |
| 4      | Marc Soler (ESP)      | Movistar Team           | + 39"       |
| 5      | Michael Woods (CAN)   | Israel Start-Up Nation  | + 43"       |
| 6      | Ben O'Connor (AUS)    | AG2R Citroën Team       | + 45"       |
| 7      | Jon Izagirre (ESP)    | Astana–Premier Tech     | + 1' 08"    |
| 8      | Lucas Hamilton (AUS)  | Team BikeExchange       | + 1' 22"    |
| 9      | Damiano Caruso (ITA)  | Team Bahrain Victorious | + 1' 30"    |
| 10     | Wilco Kelderman (NED) | Bora–Hansgrohe          | + 2' 20"    |

### Bodovací soutěž
| Pořadí | Jezdec                    | Tým                     | Body |
| ------ | ------------------------- | ----------------------- | ---- |
| 1      | Sonny Colbrelli (ITA)     | Team Bahrain Victorious | 98   |
| 2      | Marc Soler (ESP)          | Movistar Team           | 77   |
| 3      | Magnus Cort Nielsen (DEN) | EF Education–Nippo      | 76   |
| 4      | Peter Sagan (SVK)         | Bora–Hansgrohe          | 70   |
| 5      | Geraint Thomas (GBR)      | Ineos Grenadiers        | 69   |
| 6      | Richie Porte (AUS)        | Ineos Grenadiers        | 54   |
| 7      | Stefan Bissegger (SUI)    | EF Education–Nippo      | 52   |
| 8      | Rémi Cavagna (FRA)        | Deceuninck–Quick-Step   | 49   |
| 9      | Ilan Van Wilder (BEL)     | Team DSM                | 48   |
| 10     | Fausto Masnada (ITA)      | Deceuninck–Quick-Step   | 42   |

### Vrchařská soutěž
| Pořadí | Jezdec                | Tým                                | Body |
| ------ | --------------------- | ---------------------------------- | ---- |
| 1      | Kobe Goossens (BEL)   | Lotto–Soudal                       | 48   |
| 2      | Joel Suter (SUI)      | Švýcarsko                          | 43   |
| 3      | Geraint Thomas (GBR)  | Ineos Grenadiers                   | 34   |
| 4      | Davide Villella (ITA) | Movistar Team                      | 34   |
| 5      | Rein Taaramäe (EST)   | Intermarché–Wanty–Gobert Matériaux | 26   |
| 6      | Simon Pellaud (SUI)   | Švýcarsko                          | 25   |
| 7      | Antwan Tolhoek (NED)  | Team Jumbo–Visma                   | 20   |
| 8      | Manuele Boaro (ITA)   | Astana–Premier Tech                | 19   |
| 9      | Michael Woods (CAN)   | Israel Start-Up Nation             | 18   |
| 10     | Robert Power (AUS)    | Team Qhubeka Assos                 | 14   |

### Soutěž mladých jezdců
| Pořadí | Jezdec                         | Tým               | Čas         |
| ------ | ------------------------------ | ----------------- | ----------- |
| 1      | Thymen Arensman (NED)          | Team DSM          | 18h 02' 45" |
| 2      | Mattias Skjelmose Jensen (DEN) | Trek–Segafredo    | + 1' 37"    |
| 3      | Ilan Van Wilder (BEL)          | Team DSM          | + 3' 21"    |
| 4      | Gijs Leemreize (NED)           | Team Jumbo–Visma  | + 9' 36"    |
| 5      | Clément Champoussin (FRA)      | AG2R Citroën Team | + 11' 54"   |
| 6      | Felix Gall (AUT)               | Team DSM          | + 12' 00"   |
| 7      | Antonio Tiberi (ITA)           | Trek–Segafredo    | + 12' 33"   |
| 8      | Marc Hirschi (SUI)             | UAE Team Emirates | + 19' 45"   |
| 9      | Andreas Kron (DEN)             | Lotto–Soudal      | + 26' 44"   |
| 10     | Marco Brenner (GER)            | Team DSM          | + 28' 26"   |

### Soutěž týmů
| Pořadí | Tým                                | Čas         |
| ------ | ---------------------------------- | ----------- |
| 1      | Ineos Grenadiers                   | 54h 07' 07" |
| 2      | Team DSM                           | + 11' 50"   |
| 3      | Team Jumbo–Visma                   | + 15' 59"   |
| 4      | Intermarché–Wanty–Gobert Matériaux | + 20' 33"   |
| 5      | Team Bahrain Victorious            | + 20' 47"   |
| 6      | Trek–Segafredo                     | + 23' 03"   |
| 7      | Deceuninck–Quick-Step              | + 23' 41"   |
| 8      | Astana–Premier Tech                | + 27' 04"   |
| 9      | Movistar Team                      | + 30' 44"   |
| 10     | Groupama–FDJ                       | + 31' 17"   |